# Wilmington Manor
Wilmington Manor est une census-designated place située dans le comté de New Castle, dans l’État du Delaware, aux États-Unis. Sa population s’élevait à 7 889 habitants lors du recensement de 2010.

## Démographie
| Groupe            | Wilmington Manor | Delaware | États-Unis |
| ----------------- | ---------------- | -------- | ---------- |
| Blancs            | 68,6             | 68,9     | 72,4       |
| Afro-Américains   | 15,5             | 21,4     | 12,6       |
| Autres            | 11,4             | 3,4      | 6,4        |
| Métis             | 3,0              | 2,7      | 2,9        |
| Asiatiques        | 1,1              | 3,2      | 4,8        |
| Amérindiens       | 0,5              | 0,5      | 0,9        |
| Total             | 100              | 100      | 100        |
|                   |                  |          |            |
| Latino-Américains | 19,7             | 8,2      | 17,4       |

| 1970   | 1980  | 1990  | 2000  | 2010  | - |
| ------ | ----- | ----- | ----- | ----- | - |
| 10 134 | 9 233 | 8 568 | 8 262 | 7 889 | - |

## Source
- (en) Cet article est partiellement ou en totalité issu de l’article de Wikipédia en anglais intitulé « Wilmington Manor, Delaware » (voir la liste des auteurs).